# Данаиды
Данаиды (др.-греч. Δᾰνᾰΐδες) — персонажи древнегреческой мифологии.
Пятьдесят дочерей царя Даная, 49 из которых убили своих мужей в первую брачную ночь. Гипермнестра единственная сохранила жизнь своему мужу Линкею. 
Согласно вычислениям Орозия это произошло примерно за 775 лет до основания Рима.
Данаиды за своё преступление были осуждены в подземном царстве Аида наполнять водой бездонную бочку; отсюда выражения «работа Данаид» — бесплодная, нескончаемая работа и «Данаидова бочка».

## Миф
Их матерями были: Элефантида (мать 2 дочерей), Европа (имела 4 дочери), Атлантия (4), Феба (6), эфиопянка (7), Мемфида (3), Поликсо (12), Пиерия (6), Герса (2), Крино (4).
Угрожали повеситься, если их выдадут замуж. Посвятили мраморное изображение Афродите.
Данай получил прорицание, что погибнет от руки зятя.
Из страха перед сыновьями брата своего, Египта, Данай построил 50-весельный корабль по совету Афины, и спасся бегством. Корабль назывался «Арго» по месту назначения, на нём было два носа. Спасаясь от Египта, с которым вместе правил Ливией, он убежал с 50 дочерьми в Родос, а оттуда в Аргос, где впоследствии стал царём (см. Геланор).

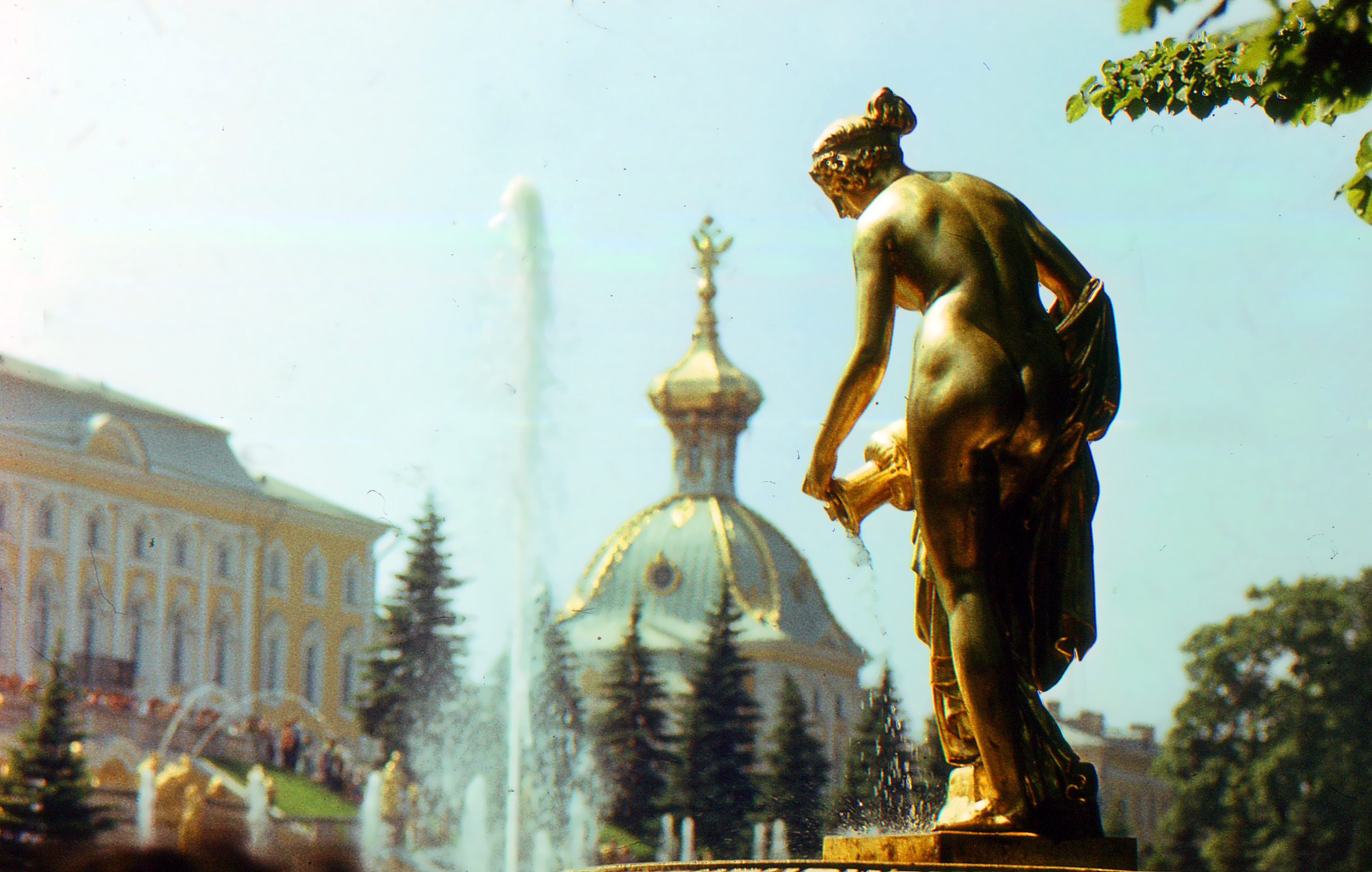
Петергоф. Данаида

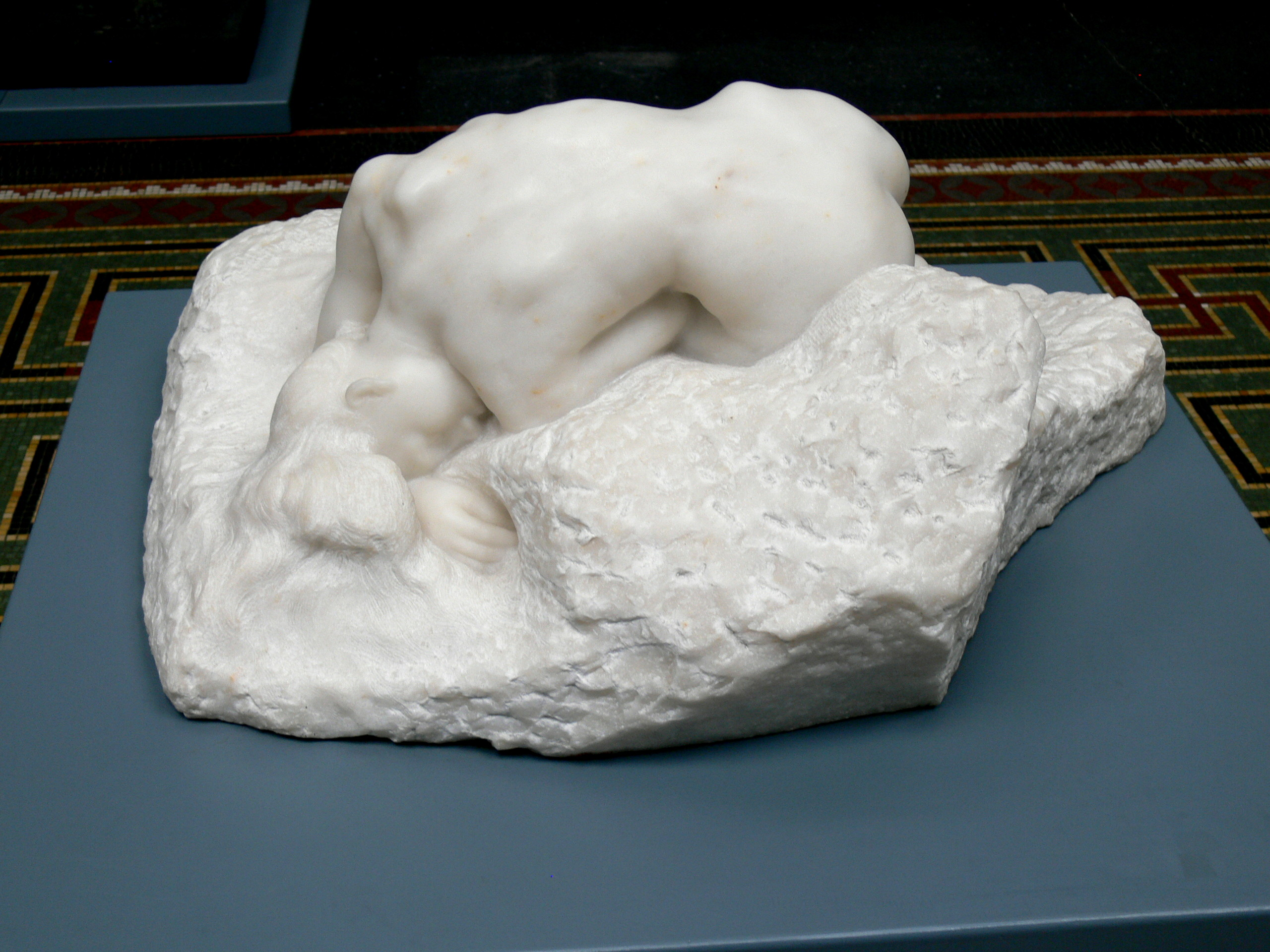
«Данаида» Огюста Родена.

Данай высадился в местечке, называвшемся Апобатмы (Высадки). Между тем в Аргос прибыли 50 сыновей Египта и силой заставили Даная выдать за них Данаид. По приказанию Даная, которому оракул предсказал смерть от руки зятя, Данаиды в первую брачную ночь убили своих мужей, кроме одной Гипермнестры, спасшей своего мужа Линкея. По одной из версий, от руки Линкея впоследствии и погиб Данай, и его дочери.
Данаиды зарыли головы супругов в Лерне, тела погребли за городской стеной. Очистили их от скверны Афина и Гермес по приказанию Зевса. Данай устроил гимнастические состязания (состязания в беге) в честь 48 дочерей (ибо Амимона и Гипермнестра уже нашли себе мужей) и отдал дочерей в награду победителям. Устроил игры, отмечая песнями свадьбу дочерей.
За преступление мужеубийства Данаиды были осуждены на том свете, в царстве Аида, бесконечно наполнять бездонную бочку. Данаиды изображаются подобными амазонкам.
В подземном царстве они наливают воду в пробитую бочку. Изображение бездонной бочки и старухи есть у Полигнота, а фраза «носить воду решетом» — у Платона, однако вне связи с Данаидами. «Обычным колдовством, призывающим дождь, было литьё воды в посуду с дырками» В микенскую эпоху существовали жрецы дождя: o-mi-ri-jo-i
Составляли хор в трагедии Эсхила «Просительницы». Действовали в трагедиях Фриниха «Египтяне» и «Данаиды», Эсхила «Египтяне» (фр. 373 Радт), «Данаиды» (фр. 43—44 Радт), Тимесифея «Данаиды», комедии Аристофана «Данаиды». Возможно, о них шла речь в пьесе Эсхила «Строители брачного терема» (фр. 78 Радт).
Разные источники упоминают 98 имён.

## Список
- Автомата. Жена Бусириса[19] и Архитела[20]
- Амимона.
- Архедика
- Гесиона
- Гипермнестра.
- Гиппа Её именем назван источник в Аргосе.
- Иалиса
- Камира
- Келено. Дочь Даная и Крино. Жена Гипербия[19] Либо жена Аристоноя[21]. Либо родила от Посейдона сына Келена[22].
- Кресса
- Линда
- Полидора
- Сида
- Скайя (Скея) Дочь Европы. Жена Даифрона[19]. Затем жена Архандра (сына Ахея), мать Метанаста[20].
- Филодамия
- Фисадия Её именем назван источник в Аргосе[23].

Знаками ++ отмечены имена, возможно, искажённые в рукописи.
- Автодика. Дочь Даная. Жена Клита[21].
- Автоноя. Дочь Даная и Поликсо. Жена Еврилоха[19].
- Агава. Дочь Даная и Европы. Жена Лика[19].
- Адианта. Дочь Даная и Герсы. Жена Даифрона[19].
- Адита. Дочь Даная и Пиерии. Жена Меналка[19].
- Актея. Дочь Даная и Пиерии. Жена Перифанта[19].
- Амфикомона. Дочь Даная. Жена Плексиппа[21].
- Анаксибия. Дочь Даная и эфиопянки. Жена Архелая[19].
- Антелия. Дочь Даная и Поликсо. Жена Потамона[19].
- Аркадия. Дочь Даная, жена Ксанфа[21]
- +Армо.+ Дочь Даная. Имя её мужа утеряно из-за лакуны в рукописи Гигина[21].
- +Арсальта.+ Дочь Даная. Жена Эфиальта[21].
- Астерия. Дочь Даная и Атлантии. Жена Хэта[19].
- Ахамантида. Дочь Даная. Жена Экномина[21].
- Бебрика. Дочь Даная и Поликсо. Жена Поликтора[19].
- Гекаба. Дочь Даная. Жена Дрианта[21].
- Гелика. Либо дочь Даная, жена +Евидея+[21]. См. Родос.
- +Геликта.+ Дочь Даная, жена Касса[21].
- Геро. Дочь Даная, жена Андромаха[21].
- Гиала. Дочь Даная. Жена Персия[21].
- Гипериппа. Дочь Даная и Крино. Жена Гиппокориста[19].
- Гиппарета. Дочь Даная. Жена Протеона[21].
- Гипподамия. Дочь Даная и Атлантии. Жена Истра[19].
- Гипподамия. Дочь Даная и Фебы. Жена Диокриста[19].
- Гипподика. Дочь Даная и Герсы. Жена Идаса[19].
- Гиппомедуса. Дочь Даная и Фебы. Жена Алкменора[19].
- Гиппофоя. Дочь Даная. Жена Обрима[21].
- Главка. Дочь Даная и Фебы. Жена Алкида[19].
- Главкиппа. Дочь Даная и Поликсо. Жена Дриаса[19]. Либо жена Ниавия[21].
- Горга. Дочь Даная и Фебы. Жена Гиппофоя[19].
- Горгофона. Дочь Даная и Элефантиды. Жена Протея[19].
- Дамона. Дочь Даная, жена Аминтора[21].
- +Даплидика.+ Дочь Даная, жена Пугнона[21].
- +Демодита.+ Дочь Даная. Имя её мужа утеряно из-за лакуны в рукописи Гигина[21].
- Демофила. Дочь Даная. Жена Памфила[21][24].
- Диоксиппа. Дочь Даная и Пиерии. Жена Египта[19].
- Дорион. Дочь Даная и эфиопянки. Жена Керкеста[19].
- Евбула. Дочь Даная, жена Демарха[21].
- Евиппа. Дочь Даная и эфиопянки. Жена Аргия[19].
- Евиппа. Дочь Даная и Поликсо. Жена Ликса[19].
- У Гигина только одна Евиппа, дочь Даная, имя её мужа утеряно из-за лакуны в рукописи[21].
- Евридика[25]. Дочь Даная и Поликсо. Жена Дриаса[19]. Либо жена Канфа[21].
- +Европома.+ Дочь Даная. Жена Атлета[21].
- Евфема. Дочь Даная. Жена Гипербия[21].
- Итея. Дочь Даная. Жена Антиоха[21].
- Ифимедуса. Дочь Даная и Фебы. Жена Евхенора[19].
- Калика. По рукописи, дочь Даная, невеста Линкея (её имя исключают из рукописей[26]).
- Каллидика. Дочь Даная и Крино. Жена Пандиона[19].
- Клео. Дочь Даная, жена Астерия[21].
- Клеодора. Дочь Даная и Поликсо. Жена Киссея[19].
- Клеопатра. Дочь Даная и Атлантии. Жена Агенора[19].
- Клеопатра. Дочь Даная и Поликсо. Жена Перистена[19].
- У Гигина одна дочь Даная по имени Клеопатра, жена Металка[21].
- Клита. Дочь Даная и Мемфиды. Жена Клита[19].
- Критомедея. Дочь Даная. Жена Антипафа[27].
- Мидея. Дочь Даная. Жена Антимаха[21].
- Мирмидона. Дочь Даная, жена Минея[21].
- Мнестра. Дочь Даная и эфиопянки. Жена Эгия[19].
- +Монуста.+ Дочь Даная. Жена Еврисфена[21].
- Нело. Дочь Даная и эфиопянки. Жена Менемаха[19].
- Окипета. Дочь Даная и Пиерии. Жена Лампа[19].
- Пиларга. Дочь Даная и Пиерии. Жена Идмона[19].
- +Пиранта.+ Дочь Даная. Жена Афаманта[21].
- +Пирантида.+ Дочь Даная. Жена Плексиппа[21].
- Пирена[28]. Дочь Даная и эфиопянки. Жена Агаптолема[19]. Либо жена Долиха[21].
- Подарка. Дочь Даная и Пиерии. Жена Ойнея[19].
- Полиба. Дочь Даная. Жена Ильтонома[21].
- Поликсена. Дочь Даная. Жена Египта (сына Египта)[21].
- Рода. Дочь Даная и Фебы. Жена Ипполита[19].
- Родия. Дочь Даная и Атлантии. Жена Халкодонта[19].
- Скилла. Дочь Даная. Жена Протея[21].
- Стигна. Дочь Даная и Поликсо. Жена Бромия[19].
- Сфенела. Дочь Даная и Мемфиды. Жена Сфенела[19].
- Трита. Дочь Даная. Жена Энкелада[21].
- Фарта. Дочь Даная и эфиопянки. Жена Евридаманта[19].
- Феано[29]. Дочь Даная и Поликсо. Жена Фанта[19].
- Фемистагора. Дочь Даная. Жена Подасима[21].
- Фила. Дочь Даная, жена Филина[21].
- Филомела. Дочь Даная. Жена Панфия[21].
- Хрисиппа. Дочь Даная и Мемфиды. Жена Хрисиппа[19].
- Хрисофемида. Дочь Даная, жена Астерида[21].
- Электра. Дочь Даная. Жена Гиперанта[21].
- Эма. (Ойма.) Дочь Даная и Крино. Жена Арбела[19]. Либо жена Полидектора[21].
- Эрато. Дочь Даная и Поликсо. Жена Имбра[19]. Либо жена Евдемона[21].

## Упоминания в литературе
Данаиды упоминаются в повести братьев Стругацких «Понедельник начинается в субботу», где они взламывают асфальт везде, где сами его недавно положили.

## Данаиды в астрономии
- В честь Астерии назван астероид (658) Астерия, открытый в 1908 году.